# Annonaceae
Annonaceae, porodica pretežno tropskih biljaka iz reda Magnolijolike (Magnoliales). Pripada joj zasada 128 priznatih rodova s 2.106 vrsta. U umjerenom pojasu raste tek nekoliko vrsta.
Predstavnici Annonaceae su drveće, grmlje i lijane. Najpoznatija vrsta unutar porodice je graviola, Graviola (Annona muricata), biljka koja sadrži citotoksične sastojke za koje se vjeruje da su deset tisuća puta jači od obične kemoterapije kod liječenja raka, dok se njezino sjeme može koristiti kao prirodan pesticid. Ljekoviti su joj svi dijelovi plod, sjemenke, kora i listovi.

## Popis rodova
Postoji 5 potporodica i nekoliko fosilnih rodova
1. Familia Annonaceae Juss. (2529 spp.)
  1. Subfamilia Anaxagoreoideae Chatrou, Pirie, Erkens & Couvreur
    1. Anaxagorea A. St.-Hil. (25 spp.)

  2. Subfamilia Meiocarpidioideae Chaowasku
    1. Meiocarpidium Engl. & Diels (1 sp.)

  3. Subfamilia Ambavioideae Chatrou, Pirie, Erkens & Couvreur
    1. Tribus Tetramerantheae
      1. Tetrameranthus R. E. Fr. (8 spp.)
      2. Cleistopholis Pierre ex Engl. (3 spp.)
      3. Ambavia Le Thomas (2 spp.)
      4. Mezzettia Becc. (4 spp.)

    2. Tribus Canangeae Chaowasku
      1. Lettowianthus Diels (1 sp.)
      2. Cananga (DC.) Hook. fil. & Thomson (2 spp.)
      3. Cyathocalyx Champ. ex Hook. fil. & Thomson (8 spp.)
      4. Drepananthus Maingay ex Hook. fil. & Thomson (27 spp.)

  4. Subfamilia Annonoideae Raf.
    1. Tribus Bocageeae Endl.
      1. Mkilua Verdc. (1 sp.)
      2. Cymbopetalum Benth. (27 spp.)
      3. Porcelia Ruiz & Pav. (7 spp.)
      4. Bocagea A. St.-Hil. (5 spp.)
      5. Cardiopetalum Schltdl. (2 spp.)
      6. Trigynaea Schltdl. (9 spp.)
      7. Hornschuchia Nees (12 spp.)
      8. Froesiodendron R. E. Fr. (4 spp.)

    2. Tribus Xylopieae Endl.
      1. Artabotrys R. Br. (116 spp.)
      2. Xylopia L. (179 spp.)

    3. Tribus Duguetieae Chatrou & R. M. K. Saunders
      1. Pseudartabotrys Pellegr. (1 sp.)
      2. Letestudoxa Pellegr. (3 spp.)
      3. Duguetia A. St.-Hil. (95 spp.)
      4. Fusaea (Baill.) Saff. (2 spp.)
      5. Duckeanthus R. E. Fr. (1 sp.)

    4. Tribus Guatterieae Hook. fil. & Thomson
      1. Guatteria Ruiz & Pav. (186 spp.)

    5. Tribus Annoneae Endl.
      1. Neostenanthera Exell (4 spp.)
      2. Boutiquea Le Thomas (1 sp.)
      3. Anonidium Engl. & Diels (5 spp.)
      4. Goniothalamus Hook. fil. & Thomson (138 spp.)
      5. Diclinanona Diels (3 spp.)
      6. Annona L. (179 spp.)
      7. Disepalum Hook. fil. (10 spp.)
      8. Asimina Adans. (10 spp.)
      9. Deeringothamnus Small (1 sp.)

    6. Tribus Monodoreae Baill.
      1. Ophrypetalum Diels (1 sp.)
      2. Sanrafaelia Verdc. (1 sp.)
      3. Mischogyne Exell (5 spp.)
      4. Uvariodendron (Engl. & Diels) R. E. Fr. (15 spp.)
      5. Monocyclanthus Keay (1 sp.)
      6. Uvariopsis Engl. (19 spp.)
      7. Isolona Engl. (21 spp.)
      8. Monodora Dunal (17 spp.)
      9. Asteranthe Engl. & Diels (3 spp.)
      10. Hexalobus A. DC. (6 spp.)
      11. Uvariastrum Engl. (6 spp.)

    7. Tribus Uvarieae Hook. fil. & Thomson
      1. Uvaria L. (166 spp.)
      2. Dielsiothamnus R. E. Fr. (1 sp.)
      3. Pyramidanthe Miq. (12 spp.)
      4. Fissistigma Griff. (62 spp.)
      5. Afroguatteria Boutique (3 spp.)
      6. Toussaintia Boutique (4 spp.)
      7. Sphaerocoryne Scheff. (12 spp.)
      8. Cleistochlamys Oliv. (1 sp.)
      9. Monanthotaxis Baill. (95 spp.)
      10. Desmos Lour. (17 spp.)
      11. Wuodendron B. Xue, Y. H. Tan & Chaowasku (1 sp.)
      12. Wangia X. Guo & R. M. K. Saunders (2 spp.)
      13. Friesodielsia Steenis (46 spp.)
      14. Dasymaschalon (Hook. fil. & Thomson) Dalla Torre & Harms (30 spp.)

  5. Subfamilia Malmeoideae Chatrou, Pirie, Erkens & Couvreur
    1. Tribus Piptostigmateae Chatrou & R. M. K. Saunders
      1. Annickia Setten & Maas (8 spp.)
      2. Greenwayodendron Verdc. (6 spp.)
      3. Mwasumbia Couvreur & D. M. Johnson (1 sp.)
      4. Piptostigma Oliv. (17 spp.)
      5. Polyceratocarpus Engl. & Diels (9 spp.)
      6. Sirdavidia Couvreur & Sauquet (1 sp.)

    2. Tribus Malmeeae Chatrou & R. M. K. Saunders
      1. Unonopsis R. E. Fr. (48 spp.)
      2. Onychopetalum R. E. Fr. (2 spp.)
      3. Bocageopsis R. E. Fr. (4 spp.)
      4. Malmea R. E. Fr. (6 spp.)
      5. Pseudoxandra R. E. Fr. (24 spp.)
      6. Cremastosperma R. E. Fr. (36 spp.)
      7. Mosannona Chatrou (14 spp.)
      8. Ruizodendron R. E. Fr. (1 sp.)
      9. Ephedranthus S. Moore (7 spp.)
      10. Pseudomalmea Chatrou (4 spp.)
      11. Klarobelia Chatrou (13 spp.)
      12. Pseudephedranthus Aristeg. (2 spp.)
      13. Oxandra A. Rich. (27 spp.)

    3. Tribus Maasieae Chatrou & R. M. K. Saunders
      1. Maasia Mols, Kessler & Rogstad (6 spp.)

    4. Tribus Fenerivieae Chatrou & R. M. K. Saunders
      1. Fenerivia Diels (10 spp.)

    5. Tribus Dendrokingstonieae Chatrou & R. M. K. Saunders
      1. Dendrokingstonia (Hook. fil. & Thomson) Rauschert (3 spp.)

    6. Tribus Monocarpieae Chatrou & R. M. K. Saunders
      1. Monocarpia Miq. (4 spp.)
      2. Leoheo Chaowasku (1 sp.)

    7. Tribus Miliuseae Hook. fil. & Thomson
      1. Orophea Blume (62 spp.)
      2. Phoenicanthus Alston (2 spp.)
      3. Pseuduvaria Miq. (60 spp.)
      4. Platymitra Boerl. (2 spp.)
      5. Alphonsea Hook. fil. & Thomson (36 spp.)
      6. Miliusa Lesch. ex A. DC. (62 spp.)
      7. Polyalthia Blume (101 spp.)
      8. Trivalvaria Miq. (11 spp.)
      9. Marsypopetalum Scheff. (5 spp.)
      10. Mitrephora (Blume) Hook. fil. & Thomson (51 spp.)
      11. Phaeanthus Hook. fil. & Thomson (9 spp.)
      12. Popowia Endl. (26 spp.)
      13. Huberantha Chaowasku (35 spp.)
      14. Desmopsis Saff. (28 spp.)
      15. Stenanona Standl. (17 spp.)
      16. Sapranthus Seeman (9 spp.)
      17. Tridimeris Baill. (4 spp.)
      18. Meiogyne Miq. (33 spp.)
      19. Sageraea Dalzell (9 spp.)
      20. Stelechocarpus (Blume) Hook. fil. & Thomson (5 spp.)
      21. Neouvaria Airy Shaw (7 spp.)
      22. Monoon Miq. (72 spp.)

Fosili
1. Anonaceaephyllum G. Andreánszky, 1963 †
2. Anonaspermum O.M. Ball, 1931 †
3. Futabanthus M. Takahashi, E.M. Friis, K. Uesugi, Y. Suzuki & P.R. Crane, 2008 †
4. Jongmansia C. Reid & E.M. Reid, 1915 †
5. Mayogynophyllum R. Kräusel, 1929 †
6. Monodorospermum O. Warburg in R.D.M. Verbeek, 1897 †
7. Polyalthioxylon K. Kramer, 1974 †
8. Unonaspermum S.D. Bonde, 1993 †
9. Xylopiaecarpum Rásky, 1956 †

- Vidi kompletan popis s rodovima nepriznatih vrsta

## Galerija
- Mkilua fragrans, Kenija
- Goniothalamus laoticus
- Miliusa mollis